# Golf Sempachersee
Golf Sempachersee in Sempach is het grootste golfresort in Zwitserland.
Er zijn twee golfbanen van 18 holes, de Lakeside en de Woodside. Beide zijn geschikt voor professionele toernooien. De golfbaan kijkt uit over het Meer van Sempach en de Zwitserse Alpen.
In 1990 werd hier de eerste editie gespeeld van de Credit Suisse Challenge, en in 2010 kwam het toernooi hier terug.